# The Scream (banda)
The Scream fue una banda de hard rock proveniente de Los Ángeles, Estados Unidos, formada en 1989 bajo el nombre de Saints Or Sinners. Originalmente estaba compuesta por el cantante y guitarrista John Corabi, y tres exmiembros de Racer X : el guitarrista Bruce Bouillet, el bajista Juan Alderete y el baterista Scott Travis. Sin embargo, Travis abandonó rápidamente la formación para unirse a Judas Priest, siendo reemplazado por Walt Woodward III. Más tarde John Corabi se unió a Mötley Crüe y fue reemplazado por Billy Fogarty. Grabaron dos álbumes de estudio, Let it Scream de 1991 y Takin' It To The Next Level de 1993, aunque este último nunca se publicó oficialmente.

## Miembros
- John Corabi - voz, guitarra (1989–1992)
- Billy Fogarty - voz (1992–1993)
- Bruce Bouillet - guitarras (1989–1993)
- Juan Alderete - bajo, coros (1989–1993)
- Scott Travis - batería (1989)
- Walt Woodward III - batería, coros (1990–1993)

## Discografía
- Let It Scream (1991)
- Takin' It To The Next Level (1993)